# Giovanni Leoni
Giovanni Leoni (Roma, 21 de dezembro de 2006) é um futebolista italiano que atua como zagueiro. Atualmente joga no Liverpool.

## Carreira

### Início
Leoni nasceu em Roma e mudou-se para Pádua aos 5 anos de idade. Ele começou a jogar futebol no Vigontina antes de se mudar para o Cittadella e terminou seu desenvolvimento nas categorias de base no Padova.

### Padova
Ele fez sua estreia profissional com o Padova como substituto em uma vitória por 3 a 2 na Série C sobre o AlbinoLeffe em 19 de março de 2023, aos 16 anos e 3 meses, tornando-se o mais jovem jogador de futebol profissional da Itália naquela temporada.

### Sampdoria
Em 1º de fevereiro de 2024, ele foi emprestado à Sampdoria até junho de 2026, com opção de compra por € 1,5 milhão. O técnico Andrea Pirlo o utilizou consistentemente e em 6 de abril ele marcou seu primeiro gol profissional, abrindo o placar no empate por 2 a 2 fora de casa contra o Palermo.
Em 25 de junho de 2024, ele assinou um contrato de três anos com a Sampdoria.

### Parma
Em 27 de agosto de 2024, Leoni assinou com o Parma. O valor foi de € 4,8 milhões. Ele fez sua estreia na Série A pelo clube em 9 de novembro de 2024, aos 17 anos, como titular na vitória por 2 a 1 fora de casa contra o Venezia. Em 9 de fevereiro de 2025, ele marcou seu primeiro gol na primeira divisão, na derrota por 2 a 1 para o Cagliari.

### Liverpool
No dia 15 de agosto de 2025, o Liverpool anunciou a contratação de Leoni, num valor estimado de € 26 milhões.

## Seleção Italiana
Leoni é um jogador da seleção juvenil da Itália, tendo sido convocado para a seleção sub-18 da Itália em março de 2024. Em 2024, foi convocado para a sub-19.
Em maio de 2025, recebeu sua primeira convocação para a seleção sub-21, sendo incluído pelo treinador Carmine Nunziata na extensa lista de convocados para a preparação para o Campeonato Europeu de Futebol Sub-21; no entanto, ele foi forçado a abandonar o time devido a uma lesão.

## Estilo de jogo
Zagueiro alto, forte e ambidestro, Leoni pode jogar no centro ou na lateral direita de uma defesa de três homens. Ele é muito ágil e habilidoso com o cabeceio. É também um defensor moderno, habilidoso na construção de jogadas e na cobertura tática de espaços.